# Xanthorrhoea fulva
Espèce
Xanthorrhoea fulva est une espèce de plantes à fleurs du genre Xanthorrhoea et de la famille des Xanthorrhoeaceae endémique de Nouvelle Galles du sud et du Queensland. Cette plante était autrefois considérée comme une sous-espèce de Xanthorrhoea resinosa, mais a été reclassée comme espèce à part entière en 1986. Elle est dénommée et étudiée par Alma Theodora Lee.
Contrairement à d'autres espèces de ce genre, elle n'a pas de tronc, et pousse au sol à partir d'une ou plusieurs tiges souterraines. Les feuilles sont vert bleuté ou gris bleuté. Elle fleurit d'août à octobre.
Xanthorrhoea fulva pousse sur les sols sableux humides de Wyong dans la Nouvelle Galles du sud jusqu'au nord du Queensland.